# ISO 19123
Lo standard ISO19123 - Schema per geometria e funzione di copertura fa parte degli standard prodotti da ISO/TC211 e definisce uno schema concettuale per le caratteristiche spaziali delle coperture.
Le coperture supportano la mappatura da un dominio spaziale, temporale o spazio-temporale ai valori assunti dagli attributi delle caratteristiche, quando i tipi di attributi delle caratteristiche sono comuni a tutte le posizioni geografiche all'interno del dominio. Un dominio delle coperture consiste in una raccolta di posizioni dirette in uno spazio di coordinate che può essere definito da un massimo di tre coordinate spaziali e anche di una dimensione temporale.
Tra gli esempi di coperture vi sono la grafica raster, reti irregolari triangolate, coperture a punti e poligoni. Le coperture sono le strutture dati prevalenti in numerose aree applicative quali rilevazioni remote, meteorologia e mappature batimetriche, altimetriche, del suolo e della vegetazione.
La norma definisce la relazione tra il dominio di una copertura e il campo di variazione degli attributi associati. Sono definite le caratteristiche del dominio spaziale, ma le caratteristiche del campo di variazioni degli attributi non sono parte della norma.
La norma italiana UNI-EN-ISO19123 è la versione ufficiale in lingua inglese della norma europea EN ISO 19123 (marzo 2007).